# 哥伦比亚众议院
哥伦比亚共和国众议院（西班牙語：Cámara de Representantes de la República de Colombia）是哥伦比亚国民议会两院中的一个（另一个是哥伦比亚参议院），众议院由166名议员组成，哥伦比亚共和国宪法第114条规定，国民议会由参议院和众议院组成，是最高立法机构，行使国家立法权。
宪法规定众议院可以在有法律理由的情况下对包括哥伦比亚共和国总统、内阁部长、最高法院法官、行政法院法官、宪法法院法官、最高司法委员会成员、国家总检察长等提出指控并由参议院审理。
根据哥伦比亚共和国宪法第178条规定，众议院还有如下职能：选举人民保卫员；审核共和国总审计长提交的关于预算总账目和国库总账目。
哥伦比亚共和国宪法第177条规定，年满25岁、享有公民权的哥伦比亚公民均有资格当选众议员。众议员每届任期4年，每4年全部改选，可连任。
哥伦比亚共和国宪法第176条规定，众议院的议员由各选区和特别选区选举产生。每个省和圣菲波哥大特区各自成为一个选区，每个选区可选出2名众议员，在此基础上，凡超过25万人的省可增选1名众议员。另外，少数民族、政治少数派和侨居在国外的哥伦比亚人组成一个特别选区，可选出5名众议员。